# Brolo
Brolo település Olaszországban, Szicília régióban, Messina megyében. Lakosainak száma 5736 fő (2023. január 1.). Brolo Ficarra, Naso, Piraino, Sant’Angelo di Brolo és Gioiosa Marea községekkel határos.

## Népesség
A település népességének változása:
| Lakosok száma | 5739 | 5767 | 5736 |
|               | 2017 | 2018 | 2023 |